# Crisis entre Colombia y Venezuela de 2015
La crisis colombo-venezolana del 2015 se refiere a la crisis diplomática, humanitaria y económica surgida entre los gobiernos de los presidentes Juan Manuel Santos (de Colombia) y Nicolás Maduro (de Venezuela) por la supuesta presencia en territorio venezolano de miembros de grupos paramilitares y la posterior implantación del estado de excepción en varios municipios del estado Táchira (limítrofe con Colombia), produciendo el cierre indefinido de la frontera en dicho estado. Los cierres fueron extendidos el 7 de septiembre de 2015 a zonas del estado Zulia. El día 15 del mismo mes las medidas presidenciales del lado venezolano fueron extendidas a municipios del estado Apure y zonas adicionales del estado Zulia. Posteriormente el día 22 se activa una octava zona del estado de excepción en el estado venezolano de Amazonas y otras tres nuevas entidades municipales del estado Apure que se sumaron a la medida. Según el censo de 2010, más de 700 mil colombianos vivían en Venezuela ese año, sin contar los miles de inmigrantes que ingresaron al país de forma irregular. En 2017 un grupo de abogados introdujo una demanda contra Nicolás Maduro por «delitos de lesa humanidad» ante la Fiscalía de Colombia, a raíz de las deportaciones de colombianos.

## Contexto histórico
Desde la década de 1970, los colombianos han emigrado a Venezuela para evitar el conflicto armado interno que afecta a su país, y en la década de 1990 los colombianos representaban el 77% de todos los inmigrantes en Venezuela, de acuerdo con Raquel Álvarez, socióloga de la Universidad de Los Andes de Venezuela. A principios de 2000, el presidente venezolano Hugo Chávez aprovechó los ingresos récord del petróleo para financiar las políticas populistas y programas sociales llamados «misiones bolivarianas». Con estos programas, el gobierno de Chávez otorgó a colombianos la residencia, el derecho al voto y otros servicios sociales, incluso ofreciendo viajes en autobús para cruzar la frontera colombo-venezolana para aquellos que desearan votar por Chávez. Los colombianos que recibieron estos beneficios a menudo tuvieron que devolver el apoyo recibido durante las elecciones. La creación de los controles de divisas y los subsidios durante la era Chávez también permitieron que el contrabando se extendiera a través de la frontera entre Colombia y Venezuela. De esta forma, los colombianos a menudo tomaron ventaja de los subsidios del gobierno bolivariano para contrabandear productos de precio fijo desde Venezuela hacia Colombia a fin de recibir amplios beneficios.

## Acontecimientos previos
Durante el año 2014 creció el contrabando hormiga de productos, alimentos y combustible desde Venezuela hacia Colombia, debido a la inestabilidad cambiaria de la moneda que hacia apetecible grandes ganancias con la moneda estable colombiana, en agosto de 2014 el gobierno venezolano decide el cierre de la frontera con Colombia por las noches entre las 22::00 horas y las 05:00 de la mañana, durante un mes para evitar el contrabando de bienes esenciales. La decisión fue una medida unilateral que afectaba a Venezuela pero que no no fue aceptada por la canciller colombiana, María Ángela Holguín. Venezuela incautó hasta julio 21.000 toneladas de alimentos que los contrabandistas intentaron llevar a Colombia, más que la cifra total confiscada en 2013. El Gobierno también confiscó 40 millones de litros de gasolina en el mismo período de este año.  Este cierre se prolongaría un año  hasta que el 19 de agosto de 2015, en el barrio Simón Bolívar de San Antonio del Táchira, dos hombres en motocicleta ―que según el Gobierno de Venezuela eran paramilitares y contrabandistas― atacaron por la espalda, con armas largas, a cuatro personas que participaban en operaciones anti-contrabando, dejándolos heridos: dos tenientes y un cabo primero de las fuerzas armadas venezolanas y un civil que les ayudaba. Según la revista Semana, los heridos fueron: tenientes Daniel Veloz Santaella y Alexis Rodríguez, cabo primero Miguel Núñez ―integrantes de inteligencia militar del Ejército venezolano― y el civil Ramón Vuelvas alias "el Paisa".
El mismo día del ataque, el gobierno venezolano ordenó el despliegue policial en contra de bandas delincuenciales en los dos municipios venezolanos de la zona de frontera (San Antonio del Táchira y Ureña); la operación formaría parte del denominado Operativo de Liberación y Protección del Pueblo (OLP), que Maduro inició en agosto en Caracas y otras ciudades dentro de las acciones estatales de lucha contra el hampa.
Como parte de dicha operación se ordenó el cierre temporal de la frontera durante 72 horas.
El día siguiente, 20 de agosto, el presidente de Venezuela, Nicolás Maduro, se pronunció acerca del incidente de los militares: «Los atentados contra la FANB se suman a una cadena de hechos contra el pueblo de la frontera tachirense y zuliano». Maduro indicó que la causa de la inseguridad y la crisis económica en la frontera era la supuesta migración de paramilitares colombianos dentro del territorio venezolano. Por lo tanto ordenó la militarización de la frontera.
Maduro acusó a Álvaro Uribe, expresidente de Colombia y senador activo durante la ocurrencia de los sucesos en la frontera colombo-venezolana, de «coordinar asesinatos» en la región. Uribe declaró desde su cuenta de Twitter que las arremetidas del presidente venezolano eran por causa del desespero, pero que a la vez no lo asustaban, y afirmó que continuaría apoyando a la oposición venezolana hasta que «la dictadura [venezolana] fuera derrotada» y que además acudiría a la frontera en La Parada, Puente Internacional Simón Bolívar a solidarizarse con «torturados» y expulsados por el gobierno venezolano en ambos lados.
Por otro lado, el diario estadounidense en español El Nuevo Herald, publicó que «personas familiarizadas con la situación» habían afirmado que el conflicto entre ambos países se debe a que el presidente de Colombia, Juan Manuel Santos, aprobó la extradición a Estados Unidos de dos narcotraficantes integrantes del Cartel de los Soles que opera en la frontera colombo-venezolana y que serán testigos claves para vincular a altos funcionarios del Gobierno de Venezuela a la actividad del narcotráfico.
El 24 de agosto, durante una rueda de prensa que ofreció a medios nacionales e internacionales desde el Palacio de Miraflores, en Caracas, el presidente venezolano informó que habían capturado al grupo que presuntamente ejecutó el ataque del 19 de agosto contra miembros de la FANB y un civil que les ayudaba en operaciones anti-contrabando. Los individuos arrestados incluyen a los colombianos Erika Moncada, de 29 años de edad; Carlos Arango, de 31 años de edad y supuesto jefe del grupo paramilitar que perpetró el ataque; Franklin Valerio, de 22 años y Sergio Molina, menor de edad. A su vez, están implicados en la emboscada los venezolanos, Julio César León y Wilmer Tarazona.

## Desarrollo

### Declaración del estado de excepción

En rojo, los municipios venezolanos en los que se ha declarado el estado de excepción durante la crisis colombo-venezolana de 2015. En amarillo, los municipios colombianos donde se ha declarado emergencia económica a causa del cierre de la frontera.

El 21 de agosto el gobierno venezolano anunció la implantación del estado de excepción durante 60 días en los municipios Bolívar, Ureña, Junín, Libertad e Independencia, todos ellos pertenecientes al estado Táchira, fronterizo con Colombia. Según Maduro, hace «parte de las medidas para restablecer el orden, la paz, la tranquilidad, la justicia y una frontera verdaderamente humana». Fue nombrado como jefe de la zona decretada en estado de excepción al gobernador del estado del Táchira, José Gregorio Vielma Mora. La vigencia del estado de excepción es prorrogable por otros 60 días.
Esta decisión unilateral de Caracas, que alimenta las tensiones entre ambos países, fue lamentada por el presidente de Colombia, Juan Manuel Santos, quien exige una mayor colaboración entre Colombia y Venezuela con el fin de luchar más eficazmente contra las actividades de la guerrilla, paramilitares, narcotraficantes y contrabandistas.

### Deportación y éxodo de colombianos
Tras la declaración de estado de emergencia el 22 de agosto, se llevó a cabo la operación policial denominada Operación de Liberación del Pueblo en busca de paramilitares colombianos en el sector La Invasión de la ciudad de San Antonio del Táchira, donde el 90% residentes eran de nacionalidad colombiana. Como parte de la operación, Venezuela deportó a Colombia a 185 ciudadanos colombianos, mientras que apresó a ocho miembros de la banda paramilitar colombiana «Los Urabeños». Los deportados denunciaron maltrato físico y verbal por parte de la Guardia Nacional Bolivariana (GNB) así como también robos y saqueos durante el proceso de deportación. Las autoridades venezolanas registraron casa por casa en busca de delincuentes marcando con una R o una D un muro de la casa indicando que la vivienda ya fue registrada o que esta debería ser demolida; muchas familias fueron separadas, pues los padres colombianos fueron deportados a Colombia sin sus hijos cuando estos tenían la nacionalidad venezolana.
A partir del 23 de agosto por la noche, fue establecido en Cúcuta un Centro de Mando Unificado, bajo el mando de la policía de San Mateo, para «hacer valer los derechos de los colombianos que fueron deportados, facilitar la reunificación familiar y mantener a las personas informadas», según una declaración oficial firmada por Juan Manuel Santos. También fueron distribuidos entre los migrantes comida, atención médica y transporte para los que llegan en la frontera y a los centros de migración.
Durante el desarrollo de la crisis fronteriza entre Colombia y Venezuela, medios colombianos de comunicación presentaron algunas situaciones irregulares en las que informaron incidentes contra locales comerciales cuyos propietarios eran de nacionalidad venezolana. El 24 de agosto, José Vielma Mora (gobernador del estado Táchira) informó que se habían realizado 1012 deportaciones de colombianos desde Venezuela y se habían capturado a 10 presuntos paramilitares.
El presidente de la Asamblea Nacional, Diosdado Cabello reiteró que la frontera con Colombia permanecerá cerrada hasta que la situación esté «dentro de los términos de la tolerancia, que se permitan las cosas normales que debe haber entre fronteras, pero en esos desniveles no». Indicó que en las poblaciones venezolanas de la frontera con Colombia se vivía «un toque de queda impuesto por paramilitares».
El 25 de agosto, Juan Manuel Santos, quien hasta entonces estaba tratando de aliviar las tensiones entre los dos países, condenó por primera vez a los desalojos en curso. Él dijo que «llevar a cabo redadas en las casas, sacar a los habitantes de fuerza, separando familias, sin permitirles salir de sus escasas con sus pertenencias y marcar las casas para luego demolerlas, son métodos absolutamente inaceptables y que recuerdan episodios amargos de la historia que no se deben repetir».
| Cantidad de deportados-retornados durante la crisis colombio-venezolana de 2015 del 23 de agosto al 25 de septiembre            |
| |
| Deportados. Retornados.Nota: las cifras no son acumulativas, señalan totales hasta las fechas indicadas. Fuente: OCHA Colombia. |

### Reunión entre cancilleres
Para intentar encontrar una solución a la crisis se convocó una reunión entre las cancilleres de Colombia, María Ángela Holguín, y de Venezuela, Delcy Rodríguez. Dicha reunión se llevó a cabo el 26 de agosto en la ciudad de Cartagena (Colombia), donde se pretendía que además del problema de la crisis fronteriza, también se abordarían otras cuestiones como el tráfico de drogas y el contrabando de gasolina y alimentos. Se esperaba que al finalizar dicha reunión se anunciaría el final de las deportaciones masivas o algún avance para superar las diferencias, sin embargo tras cinco horas de discusiones no se presentó ningún adelanto para levantar el cierre fronterizo.
Tras el diálogo bilateral, Rodríguez y Holguín llegaron a un acuerdo para que la Defensoría del Pueblo colombiana ingresara a territorio venezolano con el objetivo de acompañar a los colombianos deportados para recoger sus pertenencias. Dentro del convenio se establecieron una serie de reuniones entre las defensorías del pueblo y los Ministerios de Defensa de ambos países para definir protocolos para la protección de los derechos de los deportados y enfrentar el delito de contrabando y la presencia de bandas delincuenciales en la frontera. La representante colombiana remarcó la posición del Gobierno de Colombia al indicar que el cierre de la frontera no ayuda a combatir el problema.

### Llamado a consultas de los embajadores y extensión del estado de excepción
El 27 de agosto estaba prevista una reunión en el Puente Internacional Simón Bolívar (que une a Cúcuta con San Antonio del Táchira) entre el defensor del pueblo colombiano, Jorge Armando Otálora, y el gobernador del estado Táchira, José Gregorio Vielma Mora, con el fin de que el primero pudiera ingresar a territorio venezolano con un conjunto de camiones con tal de recoger los enseres de los colombianos deportados, tal como se había acordado entre las cancilleres el día anterior durante una reunión diplomática en la ciudad colombiana de Cartagena. El defensor permaneció en el puente alrededor de dos horas a la espera de la autorización del Gobierno de Venezuela para su paso al otro lado del río Táchira pero al no recibir dicha autorización se retiró. En última instancia, la reunión no se produjo porque el gobierno de Nicolás Maduro no permitió a Otálora entrar en territorio venezolano con el fin de tratar el tema de los deportados.
Este hecho causó el llamado a consultas del embajador de Colombia en Caracas; Juan Manuel Santos explicó esta decisión por el hecho de que Venezuela no respetó el acuerdo alcanzado el día anterior, una visita del defensor del pueblo colombiano a San Antonio del Táchira para comprobar las denuncias de abusos cometidos contra los expulsados colombianos. Como respuesta, Maduro también realizó el llamado a consultas del embajador de Venezuela en Bogotá.
Al día siguiente, Nicolás Maduro anunció que el estado de excepción se extendería a cuatro nuevos municipios al oeste del estado Táchira junto a la frontera con Colombia (Ayacucho, García de Hevia, Lobatera y Panamericano) «con el fin de que el Estado tome las medidas adecuadas para hacer frente de manera efectiva a la situación económica», como se indica en el artículo 1 del decreto 1969.

### La no intervención de la Organización de los Estados Americanos

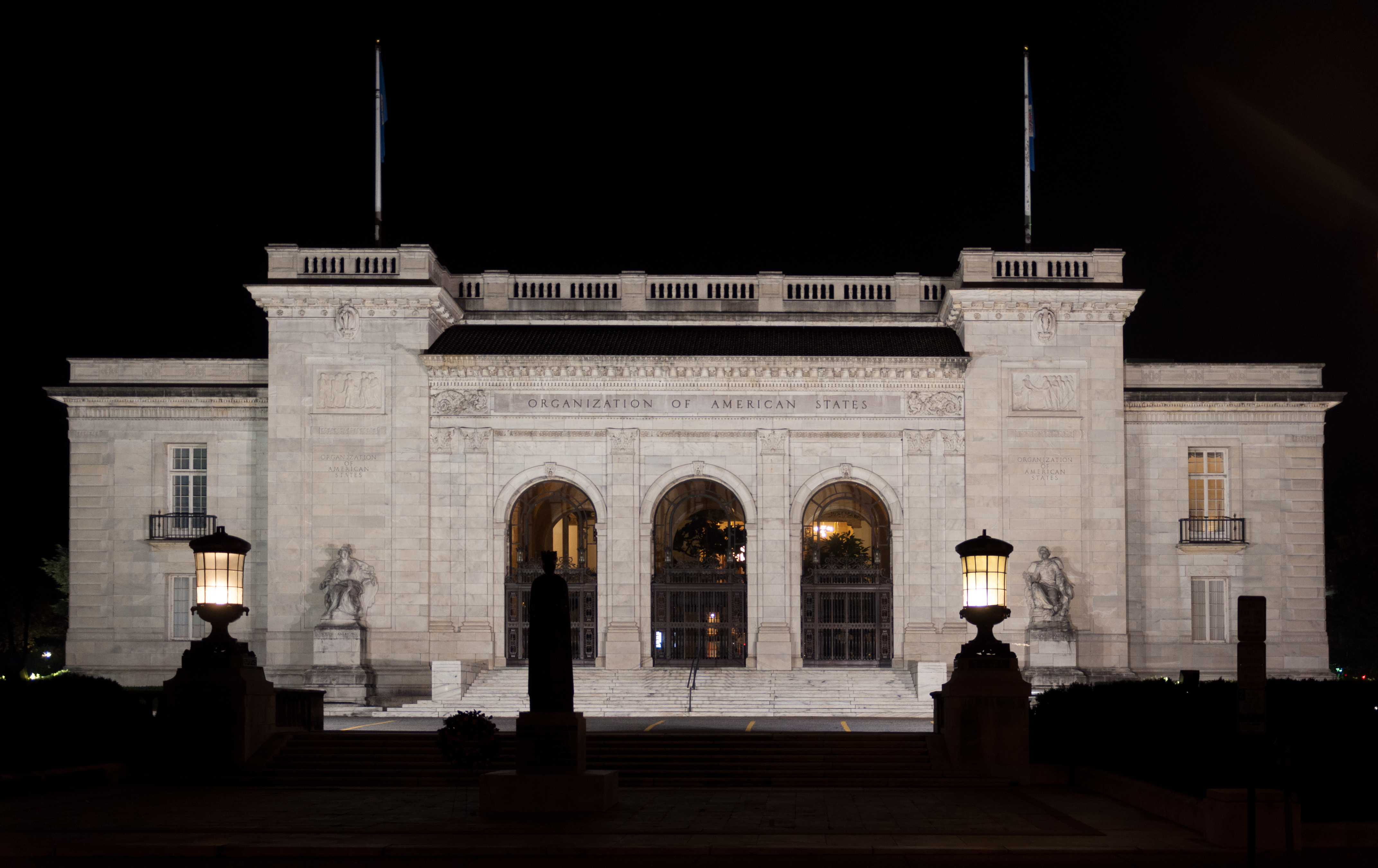
Edificio de la Organización de los Estados Americanos en Washington, Estados Unidos.

Frente a una situación que se describe como "grave crisis humanitaria" por los líderes colombianos, Colombia pidió a la Organización de los Estados Americanos (OEA) organizar una reunión especial de cancilleres para analizar el conflicto fronterizo con Venezuela desde el 19 de agosto de 2015. Esta solicitud fue sometida a votación por la OEA en la sesión del 31 de agosto, pero Bogotá sufrió un revés diplomático en su confrontación con Caracas al negarse la OEA a aceptar el caso. De acuerdo con reglas definidas, Colombia tenía que obtener al menos 18 votos a favor de los 34 países miembros para que fuera considerada su demanda. Con 17 votos a favor, 5 en contra, 11 abstenciones y una ausencia, no se pudo obtener voz en la OEA para que este organismo se pronunciase sobre la disputa entre los dos países después de haber sido informado de las deportaciones de más de mil colombianos desde Venezuela.
Los votos se distribuyeron de la siguiente forma:
- A favor: Colombia, Costa Rica, El Salvador, Estados Unidos, Guatemala, Guyana, Honduras, Jamaica, México, Paraguay, Perú, Santa Lucía, Uruguay, Bahamas, Barbados, Canadá, Chile;
- En contra: Ecuador, Haití, Nicaragua, Bolivia y Venezuela.
- Abstenciones: Panamá, Granada, República Dominicana, San Cristóbal y Nieves, San Vicente y las Granadinas, Surinam, Trinidad y Tobago, Antigua y Barbuda, Belice, Brasil y Argentina;
- Ausencia: Dominica.

Tras el anuncio de los resultados, María Ángela Holguín, canciller de Colombia, dijo no era un secreto que Venezuela está ejerciendo presión sobre el Caribe a través de la empresa estatal venezolana Petrocaribe, que ofrece petróleo en condiciones preferenciales a los países caribeños. También expresó su sorpresa por la posición de Panamá que habría cambiado su voto en el último minuto. Para justificarse, el presidente de Panamá, Juan Carlos Varela, dijo que «Panamá considera que en este tipo de conflictos, el camino a seguir es la búsqueda de consenso, y no la polarización o división». Sin embargo, Holguín, que consideran este hecho como una derrota para la OEA en materia de derechos humanos y de los migrantes, prefiere valorizar los votos de apoyo a Colombia en el resultado como «evidencia de que la mayoría de países quieren discutir este tema».

### Medidas tomadas por Colombia

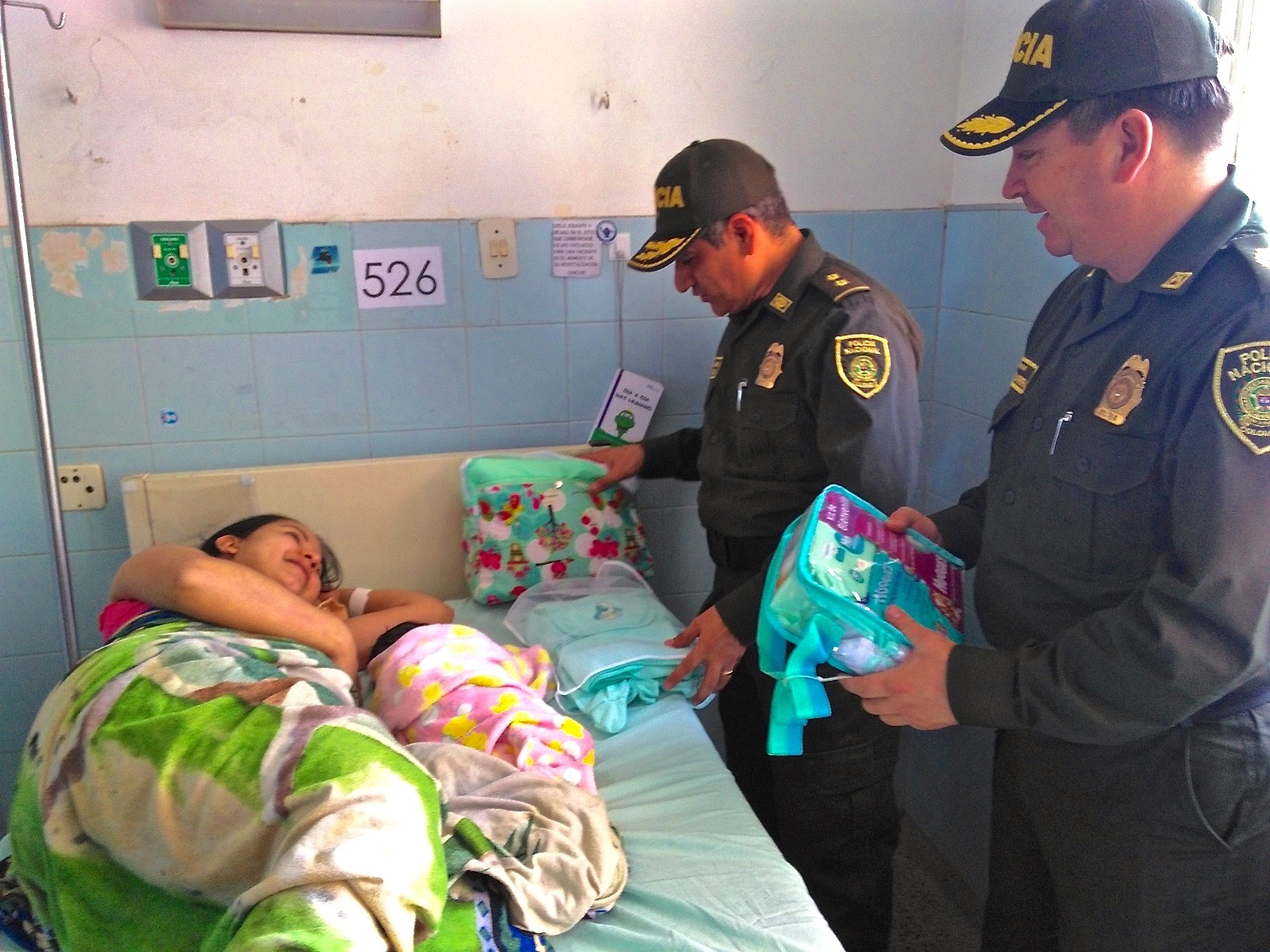
La Policía Nacional de Colombia ha brindado apoyo a los más de 20.000 desplazados en el marco de la crisis.

La cancillería de Colombia anunció que otorgará la nacionalidad a los venezolanos que integren familias colombo-venezolanas, con miras a reunificarlas luego de que el Gobierno de Venezuela deportó a miles de colombianos desde el cierre de la frontera.
El 1 de septiembre, Juan Manuel Santos se pronunció firmemente contra los presuntos abusos a los derechos humanos cometidos por las autoridades de Venezuela en las deportaciones masivas efectuadas, denunciando agresiones a inocentes y comparando la discriminación selectiva, la marcación y el derrumbamiento de viviendas, con la destrucción acaecida dentro de los guetos nazis durante el régimen de la Alemania nazi.
Tras la declaración por parte de Venezuela del estado de excepción en la frontera común, el gobierno colombiano decretó por medio de la circular número 1770 del 7 de septiembre el estado de emergencia económica, social y ecológica en aquellos municipios limítrofes con Venezuela por un período de 30 días calendario; ésta medida se tomó con el fin de aliviar la situación de las personas y las empresas afectadas por el cierre unilateral de la frontera. Igualmente el decreto se emitió para facilitar la reconstrucción del proyecto de vida de las personas deportadas, repatriadas, retornadas o expulsadas de Venezuela, y para establecer mecanismos que regularicen la economía de los siete departamentos y cuarenta municipios fronterizos.
Una semana más tarde, el 14 de septiembre, Juan Manuel Santos firmó el decreto número 1814 de 2015 con el objetivo de reunir a las familias que han sido rotas por el cierre de la frontera. De acuerdo con el gobierno colombiano, este decreto es una de las medidas adoptadas después de declarar el estado de emergencia. Permite a los ciudadanos venezolanos que sean cónyuges o compañeros permanentes de colombianos deportados, expulsados o retornados por Venezuela, obtener un permiso especial para entrar y permanecer en Colombia, e incluso solicitar la nacionalidad colombiana si así lo desean. Para ello, los venezolanos que cumplan dichos criterios pueden acudir a uno de los 27 Centros Facilitadores de Servicios Migratorios de Migración Colombia a fin de obtener ya sea un permiso especial para entrar, y permanecer con el permiso especial temporal de ingreso, tanto sea válido para un periodo de 180 días no prorrogables.

### Cierre de frontera en el estado venezolano del Zulia
El 4 de septiembre, Caracas aceptó el establecimiento de un corredor humanitario para permitir que los niños que residen en Venezuela y estudian en Colombia asistir a clases, que habían sido interrumpidas desde el cierre de la frontera. Esta medida, que abarcaría entre 1 000 y 1 500 estudiantes, cumpliría con una de las condiciones previstas por Juan Manuel Santos para reunirse con Nicolás Maduro. Algunas personas, como Alejandro García, el alcalde del municipio venezolano de Ureña, consideraron que «este es un gran paso» en la gestión de crisis.
El 7 de septiembre, cuando las relaciones binacionales parecían mejorar como resultado de la mediación activa de la Iglesia católica y con la perspectiva de un encuentro entre los dos presidentes, el presidente venezolano Nicolás Maduro anunció un estado de excepción parcial en el estado Zulia, así como la movilización de 3 000 efectivos militares a la zona, que se añaden a la 2 000 ya presentes.
La medida presidencial fue aplicada mediante decreto ejecutivo en los municipios Mara, Guajira y Almirante Padilla del referido estado, el documento señala que la decisión se toma porque «se ha venido presentando de modo sistemático, inédito, sobrevenido y progresivo, una amenaza compleja, al pleno goce y ejercicio de los derechos de los habitantes» de la zona, en referencia a actividades de «paramilitarismo, narcotráfico y contrabando de extracción».
Durante la alocución dando a conocer la extensión del estado de excepción parcial, el presidente venezolano afirmó que se respetaría el derecho de la etnia wayúu a pasar libremente por la frontera entre el departamento colombiano de La Guajira y el estado venezolano del Zulia. Sin embargo al iniciar la implementación del estado de excepción hubo reportes de que no se les permitió libre tránsito a través del paso fronterizo de Paraguachón a los wayús.
Mientras le cerraba las puertas de su país a los colombianos, Maduro anunció al mismo tiempo que ofrecía asilo a 20 000 sirios y la prestación de apoyo al líder Bashar al-Asad en la guerra civil siria.

### Reunión de cancilleres del 12 de septiembre
El 12 de septiembre, hubo otra reunión de las cancilleres María Ángela Holguín y Delcy Rodríguez, esta vez en Quito (Ecuador). El propósito de la reunión fue preparar una cita entre los presidentes Juan Manuel Santos y Nicolás Maduro para tratar la crisis fronteriza, aunque no dieron a conocer una fecha concreta para el encuentro. La reunión, que duró cuatro horas, se desarrolló en uno de los salones del Palacio de Najas con el acompañamiento del canciller ecuatoriano Ricardo Patiño (presidente pro tempore de la Comunidad de Estados Latinoamericanos y Caribeños - Celac) y el ministro de Relaciones Exteriores de Uruguay, Rodolfo Nin Novoa (presidente pro tempore de la Unión de Naciones Suramericanas - Unasur).

### Colombia acusa a Venezuela de invadir su espacio aéreo
La tarde del 12 de septiembre, un comunicado oficial del Ministerio de Defensa de Colombia declaró que el sistema de defensa aérea de la Fuerza Aérea Colombiana detectó el ingreso a territorio colombiano de dos aeronaves militares venezolanas en la zona de la Alta Guajira. El modelo de las aeronaves sería Hongdu JL-8.
Según el Ministerio, «inicialmente las dos aeronaves militares venezolanas ingresaron 2,9 kilómetros dentro del espacio aéreo colombiano, sobrevolando la zona de Majayura (un caserío de Maicao); perdiéndose rápidamente en dirección hacia Castilletes». El comunicado añadió que «posteriormente, los dos aviones militares venezolanos sobrevolaron sobre una unidad militar del Ejército Nacional en la región de La Flor, ingresando en territorio colombiano 2,27 kilómetros aproximadamente, saliendo velozmente nuevamente hacia Castilletes».
El incidente se produjo la misma tarde en que las cancilleres de Colombia, María Ángela Holguín, y de Venezuela, Delcy Rodríguez, se reunieron en Quito con la mediación de su homólogo ecuatoriano, Ricardo Patiño, para tratar de buscar soluciones a la crisis fronteriza, cita que no produjo ningún resultado. La canciller venezolana negó el 13 de septiembre que se hubiera producido alguna violación al espacio aéreo colombiano por parte de la Aviación Militar Bolivariana.

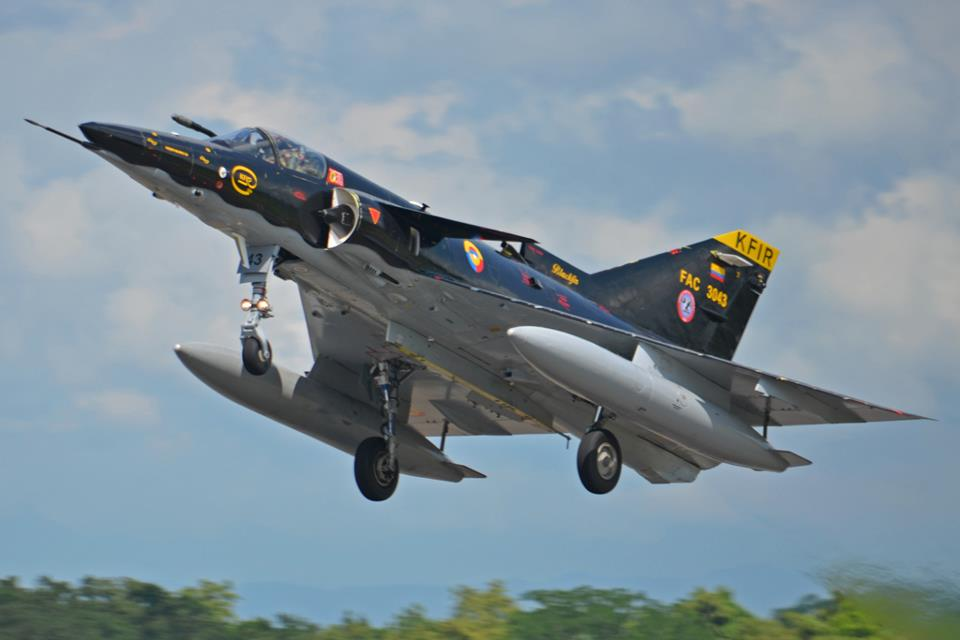
Un IAI Kfir de la Fuerza Aérea Colombiana.

El 14 de septiembre, el comandante de la Fuerza Aérea Colombiana (FAC), general Carlos Bueno, denunció una nueva violación del espacio aéreo de su país por parte de una aeronave militar venezolana que presuntamente ingresó el día anterior en el departamento del Vichada (este). La entrada del avión, segundo incidente de este tipo en dos días, se habría producido a las 22:09 hora local (03:09 GMT) en la zona selvática entre La Venturosa y Nueva Antioquia, «ingresando 10 kilómetros dentro del territorio colombiano», para posteriormente realizar «un viraje con rumbo 350 grados para salir del espacio nacional [colombiano]». Según el general Bueno, «dicha aeronave continuó su vuelo hacia el área del estado de Apure (Venezuela), perdiéndose contacto a las 22:39 horas (03:39 GMT)».
El 15 de septiembre, el Ministerio de Defensa de Colombia denunció una nueva violación de su espacio aéreo por parte de dos aviones F-16 A/B de la Aviación Militar Bolivariana en el área de La Guajira. En respuesta, la FAC ha movilizado cuatro aviones IAI Kfir C-10/12  al área de la frontera. Además de esto, se han movilizado unidades de la Infantería de Marina a las áreas fronterizas con Venezuela.

### Cierre de frontera en el estado Apure y zonas adicionales del Zulia
El 15 de septiembre, el presidente de Venezuela Nicolás Maduro anunció cierres de frontera adicionales en los estados Apure y Zulia. Las áreas afectadas fueron las zonas 6 (municipio Páez) y 7 (municipios Rómulo Gallegos y Pedro Camejo) en Apure y las zonas número 4 y 5, que incluye los municipios Jesús Enrique Lossada, Rosario de Perijá, Machique de Perijá, La Cañada, Jesús María Semprún, Catatumbo y Colón en el estado Zulia.
En su discurso, Maduro justificó esta decisión por el hecho de que él tenía la impresión de que su homólogo colombiano no quería reunirse para resolver la crisis. Por otra parte, señaló que daba instrucciones a su ministro de defensa, Vladimir Padrino López, para aumentar la presencia de las fuerzas armadas venezolanas a todos los niveles, es decir, del Ejército, de la Fuerza Aérea, la Armada y la Guardia Nacional, con el fin de contrarrestar cualquier posible provocación del lado colombiano. Al día siguiente, durante un discurso televisado, Juan Manuel Santos mencionó a su homólogo venezolano, expresando el deseo de reunirse con él para resolver la crisis de la frontera en la que más de 20 000 colombianos habían huido de Venezuela. Según él, el problema no se puede resolver mediante el cierre de las fronteras, sino a través de un intercambio «respetuoso, franco, sincero, basado en hechos y realidades».

### Accidente del Su-30 de la Aviación Militar Bolivariana de Venezuela

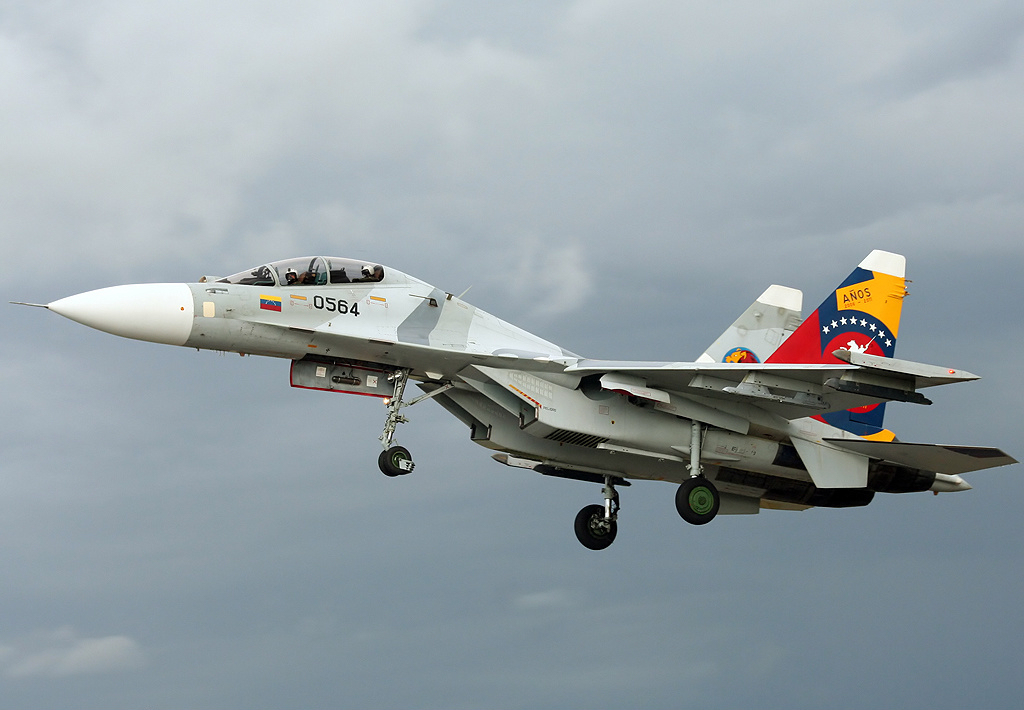
Un Su-30MKII similar al accidentado la noche del 17 de septiembre.

El 17 de septiembre, aproximadamente a las 21:07 horas, un avión de combate Su-30MKII se estrelló en la región noroccidental de Venezuela, a escasos kilómetros de la frontera con Colombia. Según el ministro de defensa, Vladimir Padrino López, la aeronave accidentada fue despachada de la Base Aérea Manuel Ríos, en El Sombrero, estado Guárico, en respuesta a una violación al espacio aéreo venezolano de parte de una aeronave no identificada proveniente de Colombia. Ambos pilotos, el Capitán Ronald Ramírez Sánchez y el Capitán Jackson García Betancourt, murieron en el accidente y fueron ascendidos al rango de Mayor de manera póstuma. En respuesta, se ha designado una comisión de investigación de accidentes aéreos para dar a conocer las causas del siniestro. El Ministerio de Defensa de Venezuela ha relacionado el incidente con actividades paramilitares en el área en que se produjo el suceso. En respuesta al accidente, Padrino López informó que el presidente Maduro "instruyó iniciar todas las gestiones para reponer el avión Sukhoi e incluso aumentar la flota de este tipo de aeronaves con Rusia".
Tras el accidente se ha incrementado el número de tropas desplegadas en los territorios fronterizos, sumándose también a la operación un batallón blindado.

### Cruce de tropas venezolanas al lado colombiano de la frontera
El 18 de septiembre, el Ejército Nacional de Colombia reportó que tropas venezolanas entraron al municipio de Maicao ubicado en La Guajira, en el lado colombiano de la frontera. De acuerdo al informe, aproximadamente 15 soldados venezolanos entraron a Colombia en persecución de un hombre armado que iba en una motocicleta. Una vez en Maicao, el hombre abandonó su vehículo y entró a una casa. Las tropas venezolanas procedieron a quemar la moto y abandonar el territorio colombiano. Las autoridades colombianas denuncian que sus tropas encontraron casquillos calibre 7,62 × 39 mm; calibre de los AK-103 del Ejército Bolivariano. Un contingente de tropas colombianas permanecerá en la población mientras se esclarecen las circunstancias del incidente.

### Encuentro entre presidentes del 21 de septiembre
El 21 de septiembre se efectuó en el Palacio de Carondelet (sede del Gobierno ecuatoriano) el primer encuentro entre los presidentes Juan Manuel Santos de Colombia y Nicolás Maduro de Venezuela desde el inicio de la crisis, auspiciado por Tabaré Vázquez y Rafael Correa, presidentes de Uruguay y Ecuador respectivamente, con la finalidad de entablar un diálogo bilateral y dar solución a los acontecimientos sobre «la violación de los derechos humanos por parte de la guardia bolivariana a los colombianos expulsados, contrabando, paramilitarismo y otros flagelos» ocurridos en la frontera que comparten ambas naciones.
En horas de la tarde luego de cinco horas de conversaciones, el presidente del Ecuador, Rafael Correa procedió a leer una nota ante los medios informativos en la que ofreció una declaración en la que expresaba la evolución y resultado del diálogo entre los mandatarios, así como hacer un llamado al «espíritu de hermandad y propiciar un clima de mutuo respeto y compromiso».
La declaración consistió en un acuerdo de siete puntos, tal como se expresa a continuación:
- El retorno inmediato de los respectivos embajadores a Venezuela y Colombia;
- Fortalecimiento del diálogo bilateral;
- Realizar una investigación sobre la situación;
- Reunir a los equipos de ministros de ambos gobiernos para tratar los temas sensibles en la referida frontera;
- Progresiva normalización de las zonas fronterizas;
- La coexistencia de los modelos económico, político y social de cada país;
- Trabajar conjuntamente con la ayuda de Ecuador y Uruguay.

Después de la reunión entre los jefes de Estado, Maduro consideró que «el sentido común, el diálogo han ganado, y lo que siempre debe prevalecer: la paz, la paz entre nuestros países». Por su parte, Santos dijo que «aquí, como dijo el presidente Maduro, el sentido común prevaleció. Fue una discusión, un diálogo sereno, respetuoso y productivo, y estoy muy satisfecho de restablecer el diálogo con Venezuela».

### Cierre de frontera en el estado Amazonas y zonas adicionales en Apure
El 22 de septiembre, Nicolás Maduro anuncia que se activaría una octava zona del estado de excepción en el estado venezolano de Amazonas conformada por los municipios Atabapo, Atures, Autana, Maroa y Río Negro, adicionalmente comunica que otras tres entidades municipales del estado Apure se sumarían a la medida presidencial, mientras en paralelo se mantenían las negociaciones entre representantes diplomáticos de ambos países, en Caracas. Como resultado de las negociaciones, el Gobierno venezolano acordó el 28 de septiembre con la Unasur que los colombianos expulsados de Venezuela desde el 19 de agosto puedan regularizar su situación y regresar si así lo desean. El mismo día, la Comisión Interamericana de Derechos Humanos denunció la crisis humanitaria de los deportados y retornados.

### Nuevos encuentros diplomáticos
Los dos gobiernos habían acordado una reunión entre las delegaciones ministeriales para el 29 de septiembre, prevista en la reunión entre los dos presidentes, sin embargo esta fue aplazada para el 2 de octubre. Dicha reunión se llevó a cabo en la Quinta de San Pedro Alejandrino en Santa Marta (Colombia), entre el ministro de defensa venezolano, Vladimir Padrino López, y su homólogo colombiano, Luis Carlos Villegas, e igualmente con la asistencia de los embajadores de Ecuador, Raúl Vallejo, y de Uruguay, Duncan Croci. En esta ocasión se trataron los temas de tráfico de drogas, el contrabando de combustible y el crimen organizado que afecta a los dos países, temas que también se planean debatir en otras tres reuniones y que fueron programadas para el mismo mes de octubre con el fin de abordar la seguridad fronteriza.

### Prórroga del estado de excepción
El 20 de octubre el gobierno venezolano declaró la prórroga del estado de excepción por otros dos meses en los municipios tachirenses de Bolívar, Junín, Capacho Nuevo, Rafael Urdaneta, Capacho Viejo y Pedro María Ureña. Dicha medida no solo afectará al desarrollo de la campaña electoral para los próximos comicios parlamentarios del próximo 6 de diciembre (pues uno de los derechos limitados es el de reunión), sino a la propia jornada de votación.

## Consecuencias

### Zonificación del estado de excepción
Durante la crisis entre Colombia y Venezuela, Nicolás Maduro, presidente de Venezuela, decretó el estado de excepción por zonas (compuestas de varios municipios) y el cierre de la frontera; dichas áreas son responsabilidad de los oficiales del Ejército Nacional. El estado de excepción está consagrado en la Constitución de Venezuela en los artículos 337, 338 y 33.
| Zona   | Declaración del estado de excepción | Estado   | Municipios                                                                            | Mapa |
| ------ | ----------------------------------- | -------- | ------------------------------------------------------------------------------------- | --- |
| Zona 1 | Después del 22/08/2015              | Táchira  | Bolívar, Pedro María Ureña, Junín, Libertad, Independencia y Rafael Urdaneta          | Mapa de las diversas zonas en las que se han dividido los municipios bajo estado de excepción en Venezuela. |
| Zona 2 | Después del 28/08/2015              | Táchira  | Ayacucho, García de Hevia, Lobatera y Panamericano                                    | Mapa de las diversas zonas en las que se han dividido los municipios bajo estado de excepción en Venezuela. |
| Zona 3 | Después del 07/09/2015              | Zulia    | Guajira, Mara y Almirante Padilla                                                     | Mapa de las diversas zonas en las que se han dividido los municipios bajo estado de excepción en Venezuela. |
| Zona 4 | Después del 15/09/2015              | Zulia    | Jesús Enrique Lossada, Rosario de Perijá, La Cañada de Urdaneta y Machiques de Perijá | Mapa de las diversas zonas en las que se han dividido los municipios bajo estado de excepción en Venezuela. |
| Zona 5 | Después del 15/09/2015              | Zulia    | Jesús María Semprún, Catatumbo y Colón                                                | Mapa de las diversas zonas en las que se han dividido los municipios bajo estado de excepción en Venezuela. |
| Zona 6 | Después del 15/09/2015              | Apure    | Páez                                                                                  | Mapa de las diversas zonas en las que se han dividido los municipios bajo estado de excepción en Venezuela. |
| Zona 7 | Después del 15/09/2015              | Apure    | Rómulo Gallegos y Pedro Camejo                                                        | Mapa de las diversas zonas en las que se han dividido los municipios bajo estado de excepción en Venezuela. |
| Zona 8 | Después del 23/09/2015              | Amazonas | Atabapo, Atures, Autana, Maroa y Río Negro                                            | Mapa de las diversas zonas en las que se han dividido los municipios bajo estado de excepción en Venezuela. |

### Situación humanitaria

Mapa que denota la cantidad de personas deportadadas y/o retornadas, movimientos migratorios y cierres fronterizos ocurridos durante la crisis colombo-venezolana de 2015, hasta el 18 de septiembre del mismo año.

Tras el desalojo masivo de colombianos realizado por las autoridades venezolanas en el estado Táchira en el marco del estado de excepción, muchos de estos fueron deportados hacia la ciudad fronteriza de Cúcuta, en tanto empezaron otros movimientos migratorios de personas que por cuenta propia realizaban el cruce desde el territorio venezolano hacia el colombiano. Tales hechos provocaron una situación humanitaria grave puesto que los servicios migratorios y de ayudas a los desplazados quedó desbordada por la excepcional cantidad de personas que ingresaron a Colombia en tan poco intervalo de tiempo. Por estas razones, se centraron las necesidades humanitarias de las personas llegadas a Cúcuta en seguridad alimentaria y nutrición e insumos no alimentarios (tales como kits de aseo, ropa, agua, pañales, colchones, carpas y cobijas); diversas organizaciones gubernamentales y no gubernamentales (auspiciadas por la Oficina de Naciones Unidas para la Coordinación de Asuntos Humanitarios) colaboraron con la consecución de estos elementos, aparte de brindar apoyo humanitario a los recién llegados.
El mayor impacto tras las deportaciones las ha sufrido la zona limítrofe entre las ciudades de Cúcuta (Colombia) y San Antonio del Táchira (Venezuela). A medida que llegaron a la zona una mayor cantidad de deportados, fue necesaria la creación de albergues y centros de acogida de refugiados. El 24 de agosto se instaló el Puesto de Mando Unificado liderado por el Ministerio del Interior para cubrir las crecientes necesidades de los llegados a Cúcuta y a Villa del Rosario, aparte de coordinar la respuesta y flujo de información institucional.
Hacia el 1 de septiembre fueron ampliados los albergues en Cúcuta y Villa del Rosario, contando entre ellos hoteles, colegios, casa comunales e iglesias, e igualmente se empezó a registrar a las personas repatriadas; sin embargo en ambos municipios colombianos se declaró el estado de calamidad pública al no contarse con los suficientes recursos humanos y monetarios para acoger a los refugiados. Igualmente para esa fecha empezaron a asentarse retornados y repatriados en los departamentos de Arauca y La Guajira, sin llegar a los altos números que se vivieron en Norte de Santander, que durante toda la crisis ha sido el más afectado tanto humanitaria como económica y socialmente.
Para el 8 de septiembre unos 20 086 retornados y deportados habían llegado a los departamentos colombianos de Norte de Santander, Arauca, La Guajira y Vichada, de los cuales 1 467 fueron registrados como deportados a Colombia en los cruces fronterizos, en tanto 18 619 colombianos retornaron por su cuenta, por las condiciones y el temor a ser deportados; de estos unos 1 342 regresaron a su lugar de origen dentro de Colombia con ayuda de la Organización Internacional para las Migraciones.
Luego del cierre de la frontera el 7 de septiembre en el corregimiento de Paraguachón, ubicado entre La Guajira y Zulia, los medios de vida de este sector se vieron gravemente afectados pues los municipios colombianos de esta zona dependen del comercio fronterizo y el combustible adquirido en Venezuela. Para dicha fecha se empezó a conciliar entre los gobiernos colombiano y venezolano la apertura de un corredor humanitario para permitirle a los estudiantes residentes en Venezuela y que cursan sus estudios en Colombia asistir a clases; dicho corredor abarcaría los puertes internacionales Simón Bolívar y Francisco de Paula Santander. De igual manera hacia el 10 de septiembre se pusieron en marcha planes de salud para los refugiados, mayoritariamente en los albergues de Norte de Santander que es la zona con mayor cantidad de afectados.
Para el 18 de septiembre unos 21 294 retornados y deportados habían llegado a los departamentos colombianos de Norte de Santander, Arauca, La Guajira y Vichada, de los cuales 1 608 fueron registrados como deportados a Colombia en los cruces fronterizos de los departamentos antes mencionados, en tanto 19 686 colombianos retornaron por su cuenta, por las condiciones sociopolíticas actuales y el temor a ser deportados; de estos unos 1 342 regresaron a su lugar de origen dentro de Colombia con ayuda de la Organización Internacional para las Migraciones. De igual manera, hasta tal fecha 325 personas habían solicitado asilo o reconocimiento como refugiados.
Tras la clausura completa de la frontera el 22 de septiembre, se cerraron los registros para inclusión de población retornada en Norte de Santander, La Guajira, Arauca y Vichada, con un total de 22 024 retornados registrados en estos departamentos e incluidos en el Registro Único de Damnificados. Sin embargo las autoridades se tornan preocupadas pues tras estos hechos no se tendrá una estimación de cuantas personas afectadas por la crisis estarían llegando al país a través de cruces de frontera formales e informales. Tampoco habría claridad sobre sus necesidades humanitarias ni sus opciones para poder acceder a asistencia y acompañamiento.
| | Norte de Santander | Norte de Santander | Norte de Santander | Arauca | Arauca | Arauca | La Guajira | La Guajira | La Guajira | Vichada | Vichada | Vichada | Total | Total | Total |
| --- | ------------------ | ------------------ | ------------------ | ------ | ------ | ------ | ---------- | ---------- | ---------- | ------- | ------- | ------- | ----- | ----- | ----- |
| Número de deportados                                                                                 | 1097               | 1099               | 1099               | 68     | 82     | 93     | 277        | 427        | 522        | 25      |         |         | 1467  | 1608  | 1714  |
| Número de retornos                                                                                   | 17462              | 17027              | 18646              | 500    | 1051   | 1250   | 632        | 1442       | 1938       | 25      | 166     | 190     | 18619 | 19686 | 22024 |
| Totales                                                                                              | 18559              | 18126              | 19745              | 568    | 1133   | 1343   | 909        | 1869       | 2460       | 50      | 166     | 190     | 20086 | 21294 | 23738 |
| Hasta el 8 de septiembre de 2015 Hasta el 18 de septiembre de 2015 Hasta el 25 de septiembre de 2015 |                    |                    |                    |        |        |        |            |            |            |         |         |         |       |       |       |

## Reacciones internacionales

### Organismos supranacionales
- El 28 de agosto, la Organización de Naciones Unidas llamó a Venezuela a respetar los derechos humanos de los deportados. Adicionalmente el organismo internacional se mostró «preocupado» por la crisis humanitaria. El funcionario Rupert Colville ―vocero del Alto Comisionado de la Organización de Naciones Unidas para los Derechos Humanos― expresó en un comunicado que seguirá de cerca la situación.[110]

- El 29 de agosto, la Unión Europea ―a través de su órgano diplomático, el Servicio Europeo de Acción Exterior― manifestó:

El cierre de la frontera entre Venezuela y Colombia, seguido del desplazamiento forzado, pone en riesgo el conjunto de la situación humanitaria, la seguridad y la estabilidad en la región fronteriza.
Se debe evitar una mayor escalada. Se deberían encontrar soluciones aceptables mutuamente, en pleno respeto de los derechos humanos, y garantizar el bienestar de la población local.
Servicio Europeo de Acción Exterior.

- El 1 de septiembre, la comisión permanente de la Organización de los Estados Americanos (OEA) rechazó la solicitud de Colombia de convocar una reunión del organismo para tratar la crisis.[112] Al día siguiente, el presidente colombiano Juan Manuel Santos criticó la medida.[112]

### Gobiernos
- El canciller de Paraguay Eladio Loizaga realizó un llamado a respetar los derechos humanos de los colombianos en Venezuela y al diálogo entre los Gobiernos de ambas naciones, además de instar a los países de la región a tratar con «prioridad» la situación.[113]

- El Departamento de Estado de los Estados Unidos declaró que estaban «dispuestos a trabajar con ambos países y otros socios regionales para encontrar una solución pacífica, humana y duradera», alegando que respetaban «fronteras seguras con una migración sana y ordenada», aunque instaban a que se le prestará atención al «empeoramiento de la situación humanitaria en la frontera».[114]

### Iglesia católica
- El 6 de septiembre, el papa Francisco calificó la situación fronteriza como «dolorosa». También informó sobre el encuentro entre obispos de ambas nacionalidades y además invitó a los pueblos venezolano y colombiano, a rezar para que, con un espíritu de solidaridad y fraternidad, se puedan superar dificultades.[115]

### Organizaciones no gubernamentales
El 26 de agosto, la organización Amnistía Internacional manifestó: 

El Estado tiene el deber de mantener la seguridad y el orden público, incluido en las zonas fronterizas y que en algunas circunstancias extraordinarias y previstas en la ley, pueden decretar estados de excepción por un período limitado. Sin embargo, estas acciones no pueden resultar en violaciones de derechos humanos. [...] Los procedimientos de expulsión o deportación deben contener todas las salvaguardias previstas en los instrumentos legales internos y ajustarse a las normas internacionales de derechos humanos. Para ello el estado venezolano debe asegurarse de que los casos de todas las personas cuya expulsión o deportación se está considerando son examinados individualmente mediante un procedimiento justo y transparente en el que puedan impugnar la expulsión y lograr que se revisen sus casos. [...] Venezuela está obligada a proteger el derecho a la vida, a la integridad física, al debido proceso y a la protección judicial entre otros, aun cuando rige un estado de excepción.
Amnistía Internacional